# Nostalgie communiste
 (février 2023).

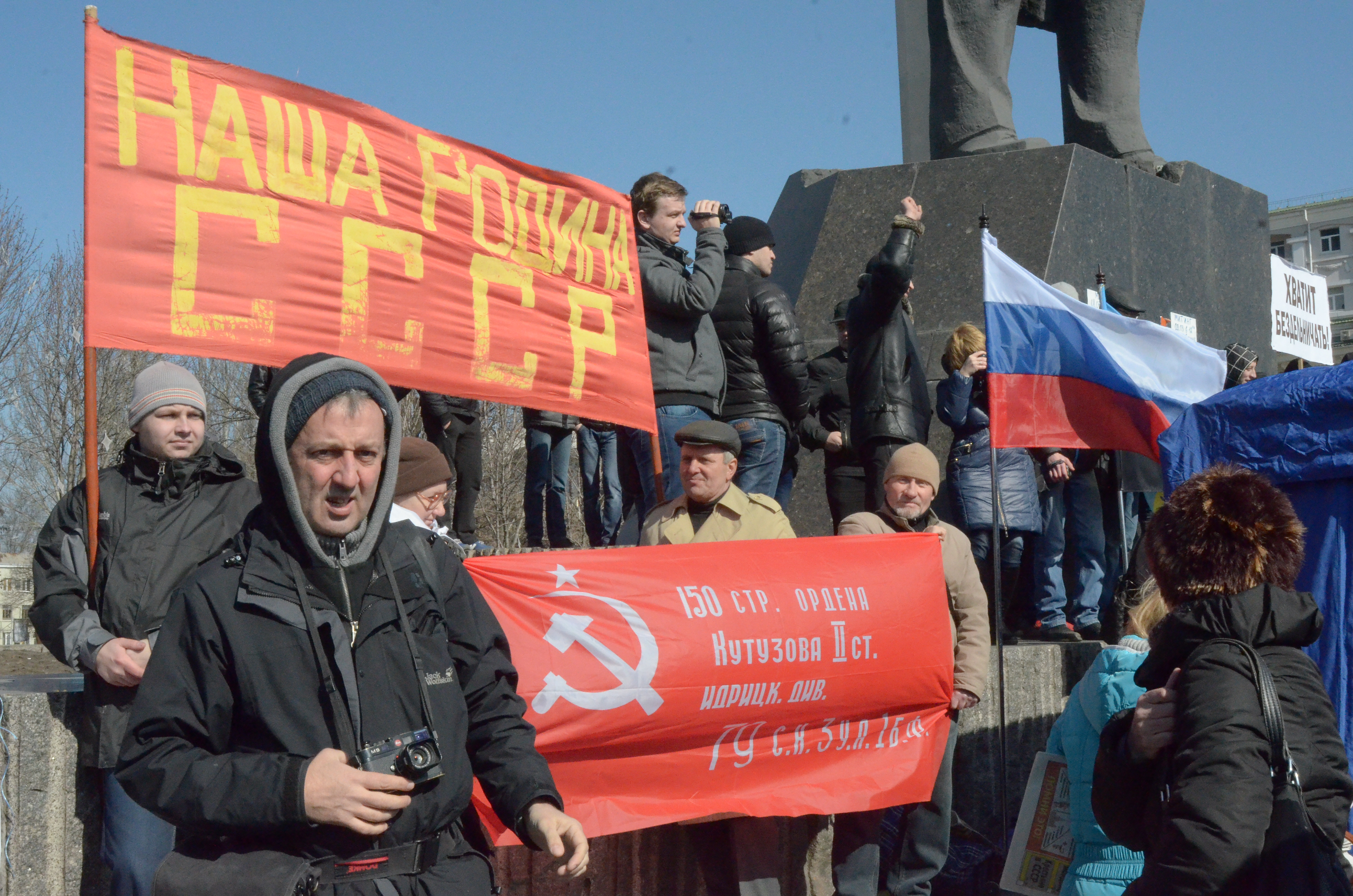
Manifestation contre les politiques de décommunisation ukrainiennes à Donetsk, 2014. Sur la banderole rouge, on peut lire Notre patrie l'URSS.

La nostalgie communiste, également appelée nostalgie du communisme ou nostalgie socialiste, est la nostalgie dans divers États post-communistes d'Europe centrale et orientale et de Russie pour les États communistes antérieurs,,.
Des exemples d'une telle nostalgie peuvent être observés en Allemagne de l'Est, en Pologne, dans l'ex-Union soviétique, en ex-Yougoslavie, en Bulgarie, en Hongrie, en Roumanie,,,, en République tchèque, en Albanie et en Slovaquie. La nostalgie communiste a été abordée par certaines entreprises en introduisant la mode ou les produits communistes (un processus connu sous le nom de « chic communiste »).

## Description
Dominik Bartmanski note qu'après les révolutions anticommunistes de 1989, les perspectives précises du développement sont restées floues pendant un certain temps. Elles ont été exprimées en termes génériques tels que « retour à l'Europe », « aux valeurs occidentales », etc. En ont résulté des attentes utopiques concernant le capitalisme et la démocratie. Confronté aux épreuves de la transition, « l'utopisme post-révolutionnaire » a produit le « désenchantement post-révolutionnaire ».
Selon Kristen R. Ghodsee, chercheuse sur l'Europe de l'Est post-communiste : « Ce n'est qu'en examinant comment les aspects quotidiens de la vie ont été affectés par les grands changements sociaux, politiques et économiques que nous pouvons donner un sens au désir de ce passé imaginé collectivement, plus égalitaire. Personne ne veut faire revivre le totalitarisme du XXe siècle. Mais la nostalgie du communisme est devenue un langage commun par lequel les hommes et les femmes ordinaires expriment leur déception face aux insuffisances de la démocratie parlementaire et du capitalisme néolibéral d'aujourd'hui. »

## Sondages

### Hongrie
Un sondage Pew de 2010 a révélé que 72 % des Hongrois ont déclaré que la plupart des habitants de leur pays étaient économiquement moins bien lotis qu'ils ne l'étaient sous le communisme. Seuls 8 % ont déclaré que la plupart des Hongrois étaient mieux lotis et 16 % ont déclaré que la situation était à peu près la même. Le sondage a également révélé que 42 % désapprouvaient l'abandon du communisme.

### Slovaquie
Un sondage réalisé en Slovaquie en 2018 révèle que 81 % étaient d'accord pour dire que les gens s'aidaient davantage pendant le communisme, étaient plus sympathiques et plus proches les uns des autres. 79 % ont affirmé que les gens vivaient dans un environnement plus sûr durant le socialisme et que les crimes violents étaient moins fréquents. 77 % ont assuré que grâce à l'économie planifiée, il y avait suffisamment de travail utile pour tous et donc pas de chômage.

### Roumanie
Un sondage de 2014 a révélé que 44 % des personnes interrogées pensaient que les conditions de vie avaient été meilleures sous le communisme. Un sondage réalisé en 2010 par l'Institut roumain d'évaluation et de stratégie a fourni des résultats similaires. Sur les 1 460 répondants, 54 % ont affirmé avoir connu un meilleur niveau de vie pendant le communisme, tandis que 16 % ont déclaré qu'ils avaient été pires.